# 681
Năm 681 là một năm trong lịch Julius.